# قرار مجلس الأمن التابع للأمم المتحدة رقم 150
قرار مجلس الأمن الدولي رقم 150،الذي اعتمد بالإجماع في 23 أغسطس 1960،بعد دراسة طلب ساحل العاج الأنضمام لعضوية الأمم المتحدة،أوصى المجلس الجمعية العامة بقبول طلب ساحل العاج لعضوية الأمم المتحدة.